# Myrsine tahitensis
Myrsine tahitensis är en viveväxtart som beskrevs av Asa Gray. Myrsine tahitensis ingår i släktet Myrsine och familjen viveväxter. Inga underarter finns listade i Catalogue of Life.